# Syntomimorpha caerulescens
Syntomimorpha caerulescens är en fjärilsart som beskrevs av George Francis Hampson 1900. Syntomimorpha caerulescens ingår i släktet Syntomimorpha och familjen björnspinnare. Inga underarter finns listade i Catalogue of Life.